# Борове (Ковельський район)
Борове́ — село в Україні, у Рівненській сільській громаді Ковельського району Волинської області. Колишня назва — Перикірка.
Населення становить 284 особи.

## Історія
До 18 липня 2017 року село підпорядковувалось Рівненській сільській раді Любомльського району Волинської області.

## Населення
Згідно з переписом УРСР 1989 року чисельність наявного населення села становила 309 осіб, з яких 145 чоловіків та 164 жінки.
За переписом населення України 2001 року в селі мешкали 284 особи.

### Мова
Розподіл населення за рідною мовою за даними перепису 2001 року:
| Мова       | Відсоток |
| ---------- | -------- |
| українська | 99,30 %  |
| російська  | 0,70 %   |